# Моцагроња
Моцагроња (итал. Mozzagrogna) је насеље у Италији у округу Кјети, региону Абруцо.
Према процени из 2011. у насељу је живело 888 становника. Насеље се налази на надморској висини од 235 м.

## Становништво
Према резултатима пописа становништва 2011. у општини је живело 2.291 становника.
| 1931. | 1936. | 1951. | 1961. | 1971. | 1981. | 1991. | 2001. | 2011. |
| ----- | ----- | ----- | ----- | ----- | ----- | ----- | ----- | ----- |
| 2.252 | 2.355 | 2.502 | 2.074 | 1.833 | 1.883 | 1.975 | 2.060 | 2.291 |

## Партнерски градови
- Pelousey